# Камень из Вади аль-Хашад
Камень из Вади аль-Хашад (JM 1a, 1b, 2) — базальтовый камень в форме обелиска, содержащий две надписи на самудском B языке. Одна из надписей содержит первый известный самудский B абецедарий, следующий южносемитскому алфавитному порядку.

## История обнаружения
Камень был обнаружен доктором Сабри Аббади в 2004 году в Вади аль-Хашад, что на 45 км к северо-востоку от ас-Сафави, около северо-восточной границы Иордании. Его высота — 133 см, а ширина — 34 см, на одну из граней нанесены две самудских B надписи.

## Надписи

### Первая надпись
Первая надпись состоит из двух частей; первая из них представляет собой воздвижнический и молитвенный текст, а вторая — неполный абецедарий в южносемитском порядке, халхамарий. Текст изгибается вдоль края камня, обе части занимают примерно равные доли поверхности.
Первая часть, обозначаемая 1a, читается следующим образом: 
𐩠 𐩬𐩮𐩨 𐩢𐩧𐩩 𐩥 𐩬𐩠𐩺 𐩱𐩩𐩣𐩬 𐩱𐩤𐩷𐩧 𐩥 𐩥𐩦𐩲 𐩡 𐩠 𐩣𐩬 𐩰𐩬𐩥 (←)
h nṣb ḥrt w nhy ʾtmn ʾqṭr w ws₂{ʿ} l -h mn fnw [-k].
Это можно перевести как «Воистину, Ḥrt воздвиг культовый камень, поэтому, о Nhy, верни ʾQṭr здоровье, и пусть он укрепится с помощью [твоего] лика».
Имя Ḥrt, вероятно, является рефлексом общеаравийского имени ḥāreṯat-, широко представленного в северноаравийской эпиграфике в различных формах, а также в набатейском. Такая форма имени может указывать на то, что оно было заимствовано из языка, в котором произошло слияние ṯ с t, которое было типичным для арамейского. Аль-Джаллад предполагает, что эта форма отражает арамейскую кальку арабского ʾal-ḥāreṯ, а именно — ḥārtā. Если же арамейское посредство отсутствовало и эта форма отражает всецело самудскую B попытку передать арабское имя ḥāreṯ, это означало бы, что самудская B t являлась ближайшим аналогом арабского звука [θ], и, следовательно, буква ṯ передавала какой-то другой звук, возможно, [t͡s]. Впрочем, такой вариант куда менее вероятен, так как в отличие от тайманского языка, в самудском B не наблюдается слияние *ḏ с *z, и, при других условиях, рефлекс *s₃ записывается буквой s₁.
Божество Nhy, имя которого реконструируется как *nuhay на основании его новоассирийской трансрипции как ᵈnu-ḫa-a-a на призме Асархаддона, часто упоминается в самудских надписях и, существенно реже, в сафаитских и хисмайских.
Глагол ʾtmn Уиннет истолковывал как «делать физически полноценным», то есть, «исцелять». Аль-Джаллад считает этот вариант перевода более убедительным, чем сексуальное толкование Жамма. Уиннет, вслед за Литманом, интерпретировал конечную n, которая иногда появлялась при этом глаголе, как рефлекс окончания повелительного наклонения; таким образом, форма ʾtmn может отражать императив от корня IV породы tmm.
Вторая часть первой надписи, 1b, содержит неполный алфавит с южноаравийским порядком букв. Большинство форм букв соответствуют стандартным самудским B, но некоторые из них уникальны. Последовательность алфавита такова: 
‏𐩠‏‎ ‏𐩡‏‎ ‏𐩢‏‎ ‏𐩣‏‎ ‏𐩤‏‎ ‏𐩥‏‎ ‏𐩦‏‎ ‏𐩧‏‎ ‏𐩨‏‎ ‏𐩩‏‎ ‏𐩪‏‎ ‏𐩫‏‎ ‏𐩬‏‎ ‏𐩭‏‎ ‏𐩮‏‎ ‏𐩻‏‎ ‏𐩰‏‎ ‏𐩱‏‎ ‏𐩲‏‎ ‏𐩳‏‎ (→)
h l ḥ m q w s₂ r b t s₁ k n ḫ ṣ ṯ f ʾ ʿ ḍ.
Формы букв ḫ и f, по-видимому, являются личным нововведением автора надписи, в то время как ʾ и s₂, напротив, отражают закономерную эволюцию знаков.
Появление знака ṯ на месте s₃ в абецедарии свидетельствует о слиянии соответствовавших им звуков в самудском B, которое было свойственно и другим аравийским языкам.

### Вторая надпись
Вторая надпись расположена в середине камня и состоит из двух строк, написанных слева направо. Первая строка состоит из двух слов и расположена по центру, а вторая строка покрывает всю длину камня и огибает первую:
1. ‏𐩡‏‎ ‏𐩵‏‎‏𐩧‏‎‏𐩧‏‎ (→)
l drr
2. ‏𐩥‏‎ ‏𐩠‏‎ ‏𐩬‏‎‏𐩠‏‎‏𐩺‏‎ ‏𐩪‏‎‏𐩲‏‎‏𐩵‏‎ ‏𐩧‏‎‏𐩧‏‎ ‏𐩲‏‎‏𐩡‏‎ ‏𐩥‏‎‏𐩵‏‎‏𐩵‏‎‏𐩠‏‎ ‏𐩺‏‎‏𐩱‏‎‏𐩷‏‎ ‏𐩨‏‎‏𐩨‏‎‏𐩺‏‎‏𐩵‏‎ ‏𐩧‏‎‏𐩧‏‎ (→)
{w} h nhy s₁ʿd [d]rr ʿl wdd-h {y}ʾṭ {b}b-yd [d]rr.

Перевод следующий: «(1) От Drr; (2) {И}, о Nhy, помоги Drr в деле его любви, {Yʾṭb} — рукой Drr».